# Rap City

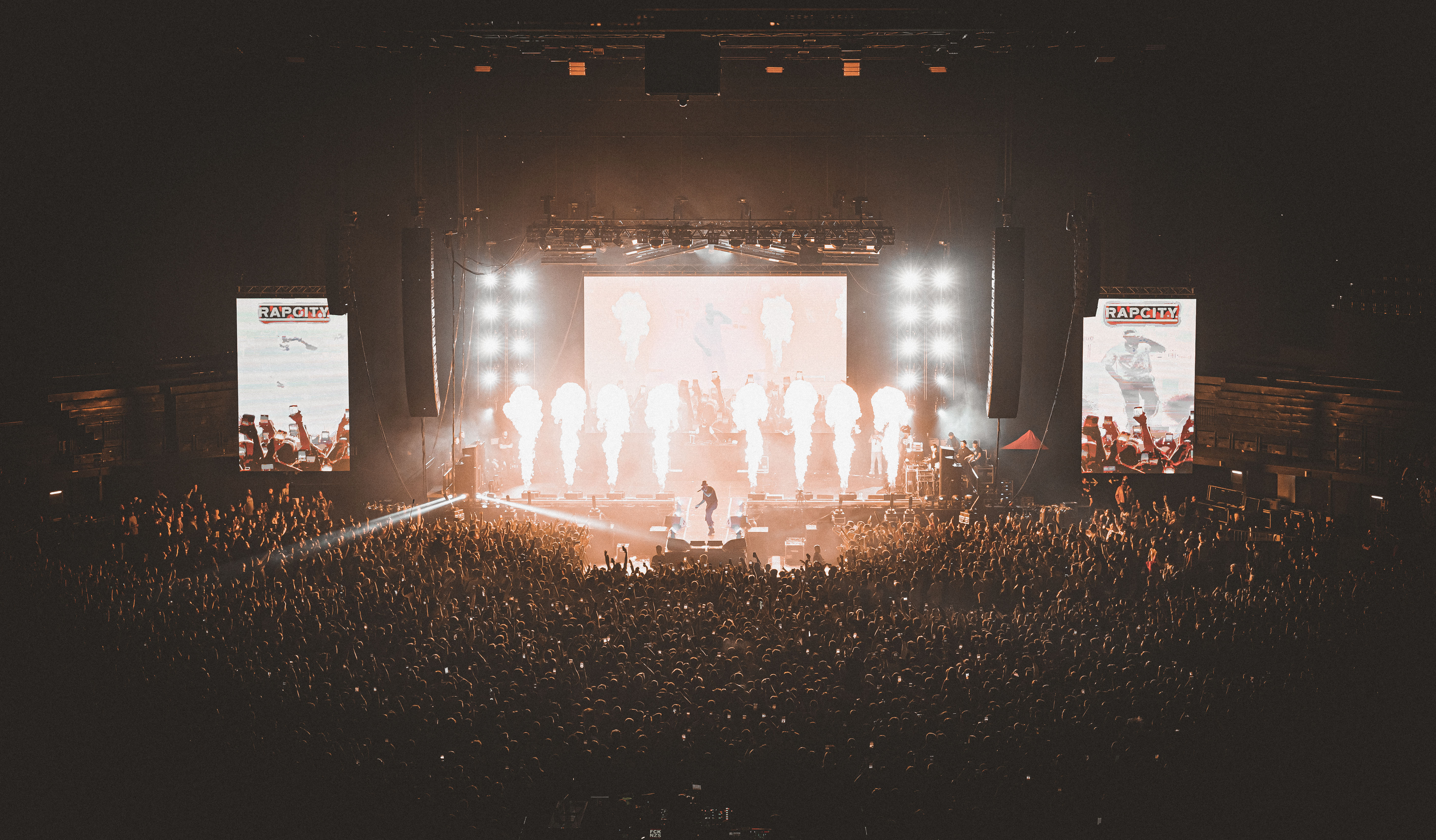
Luciano an der Rap City Season 04 fotografiert von Dario Stamm

Das Rap City ist das grösste Indoor-Hip-Hop-Festival der Schweiz. Es wurde 2018 von der e-pod live AG gegründet. Seither haben sechs Ausgaben stattgefunden: Die Season 01 am 3. Februar 2018 und die Season 02 am 24. November 2018 im Komplex Zürich, die Season 03 am 16. November in der Halle 622 in Oerlikon, die Season 04 am 5. November 2022 im Hallenstadion Zürich, die Season 05 am 18. November 2023 im Hallenstadion Zürich sowie die Season 06 am 23. November 2024 im Hallenstadion Zürich.

## Rap City Contest
Der Rap City Contest ist ein Newcomer-Wettbewerb, der seit der Season 02 zum Programm des Festivals gehört. Der Sieger erhält eine zweitägige Reise in die Red Bull Studios Berlin inklusive Reise und Hotel, ein Booking an der nächsten Rap-City-Ausgabe sowie eine EP-Veröffentlichung mit Sony Music Schweiz. Den letzten Contest gewannen die Berner Rapper Prijo x Midas.

## Während Corona
Das Festival hat aufgrund der Pandemie in den Jahren 2020 und 2021 nicht stattgefunden. Alternativ wurde im April 2020 in einem Wohnviertel in Wiedikon ein Balkon-Konzert mit den Schweizer Rappern Didi und Jamal organisiert. Im August 2020 fand mit «Didi’s Pool Session» das zweite Rap-City-Event inmitten der Corona-Krise statt.

### Rap City Allstar Sampler
Am 29. Oktober 2021 wurde der Rap City Sampler veröffentlicht, ein Compilation Album mit zwölf Schweizer Rap-Artists, welcher in der Schweizer Compilation Hitparade auf Platz 2 landete.

| Jahr | Titel                    | Höchstplatzierung, Gesamtwochen, AuszeichnungChartsChartplatzierungen (Jahr, Titel, , Platzierungen, Wochen, Auszeichnungen, Anmerkungen) | Anmerkungen                            |
| Jahr | Titel                    | CH | Anmerkungen                            |
| ---- | ------------------------ | --- | -------------------------------------- |
| 2021 | Rap City Allstar Sampler | CH2 (1 Wo.)CH | Erstveröffentlichung: 29. Oktober 2021 |

## Line-ups
Season 01 | 3. Februar 2018 | Komplex 457 Zürich
Xatar mit Special Guest Yonii | Eno & Kalim | Pa Sports, Kianush & Mosh36 | Xen, EAZ & Liba | Pronto | Don Fuego | L Loko & Drini | Risko
Season 02 | 24. November 2018 | Komplex 457 Zürich
Olexesh | Nimo & Capo | Luciano | Dawill & Nativ | Didi, Don Fuego, Jamal & Denaro | Monet192 | LieVin | Sherry-Ou
Season 03 | 16. November 2019 | Halle 622 Zürich
Gzuz | Yung Hurn | Summer Cem | Xen | Pronto | Di-Meh & Slimka | LCone mit Special Guests Mimiks & Effe | Cobee | Dibby Sounds & Red Uzi | Rapide & Alawi
Season 04 | 05. November 2022 | Hallenstadion Zürich
Swae Lee | Luciano | Ufo361 | SSIO | Pronto | Mimiks | L Loko x Drini | Di-Meh | Didi | Jamal | Dawill | ZZ Amparo | Alawi x Rmano | LieVin
Season 05 | 18. November 2023 | Hallenstadion Zürich
Sido | Sheck Wes | Haftbefehl | reezy | Yung Hurn | badmómzjay | Xen | Luuk | Gigi | Rapide x Alawi | Lexi | xthedoc
Season 06 | 23. November 2024 | Hallenstadion Zürich
Shindy | RIN | Aitch | Dardan | Souly | EAZ | L Loko x Drini | Nativ | Jule X | ZZ Amparo | Hame Ali